# Rafael Briet Seguí
Rafael Briet Seguí (Alcoi, 10 de gener de 1972) és un advocat i polític valencià, exalcalde de Cocentaina i diputat a les Corts Valencianes en la IX legislatura.

## Biografia
És llicenciat en dret i màster en direcció d'empreses. Des de 1999 ha treballat com a advocat. Militant del PSPV-PSOE, en fou membre de l'executiva nacional de 2008 a 2012.
A les eleccions locals de 1999 fou escollit regidor de l'Ajuntament de Cocentaina, assumint les delegacions de Fira, festes i escola taller del govern municipal. El 2003 renova l'acta de regidor i passa a ocupar la regidoria d'urbanisme, obres, medi ambient i promoció econòmica. Finalment, a les eleccions de 2007 i 2011 encapçala la candidatura socialista i és escollit alcalde de Cocentaina. Alhora, de 2007 a 2011 fou membre de la comissió d'esports de la Federació Espanyola de Municipis i Províncies (FEMP), i de 2010 a 2011 portaveu de la Federació Valenciana de Municipis i Províncies.
A les eleccions municipals de 2015 decidí no renovar el seu càrrec a l'alcaldia i figurà a la llista electoral en un lloc simbòlic. En juliol d'aquell any replega l'escó de diputat a les Corts Valencianes en substitució de María José Mira Veintimilla, que havia renunciat al seu escó en ocupar un càrrec en el Consell.
El juliol de 2018 substituí a Rebeca Torró com a director general d'Habitatge de la Conselleria d'Habitatge, Obres Públiques i Vertebració del Territori dirigida per Maria José Salvador i el 2019, amb el segon govern del Botànic, passa a ser sots-secretari de la Conselleria de Política Territorial, Obres Públiques i Mobilitat amb Arcadi España al capdavant en un primer moment i després amb Rebeca Torró com a consellera a partir de 2022. Briet deixà aquesta responsabilitat amb el final del govern del Botànic el 2023.
L'agost de 2024 assumeix la Direcció General de Cooperació Autonòmica del Govern d'Espanya, depenent de la Secretaria d'Estat de Política Territorial que dirigeix el seu company i exconseller Arcadi Espanya, al Ministeri de Política Territorial i Memòria Històrica.